# Denzel Budde
Denzel Budde (sinh 8 tháng 4 năm 1997) là một cầu thủ bóng đá Hà Lan thi đấu ở vị trí Hậu vệ phải cho câu lạc bộ K.V. Kortrijk ở Belgian First Division A.

## Sự nghiệp chuyên nghiệp
Budde ở trong học viện trẻ PEC Zwolle trong 10 năm.. Budde ký hợp đồng với ASV Dronten mùa hè 2016 từ Zwolle, sau một mùa giải thành công anh ký hợp đồng với câu lạc bộ Bỉ K.V. Kortrijk. Budde ra mắt cho Kortrijk trong thất bại 2-0 tại Belgian First Division A trước KV Mechelen ngày 4 tháng 11 năm 2017, anh phản lưới nhà 1 bàn.